# Guma Guma Super Star
Guma Guma Super Star o PGGSS és una competició musical telerealitat de Ruanda. PGGSS està patrocinat per Primus Lager de Bralirwa i va ser creat per East African Promoters (EAP) per ajudar i fer créixer l'espectacle musical a Ruanda. A diferència del Tusker Project Fame i American Idol de l'Àfrica Oriental, on els competidors són talents desconeguts, Primus Guma Guma Super Star patrocina artistes ruandesos com Tom Close, King James, Riderman, Dream Boys i els fan que competeixin entre ells amb l'esperança de guanyar diners en efectiu per promocionar la seva carrera musical a noves altures.
La tercera temporada que va tenir lloc el 2013 i va ser més gran que les dues temporades anteriors i els periodistes i analistes d'espectacles consideraren Guma Guma Super Star de Bralirwa el concurs musicals més gran i més intens a Ruanda.

## Controvèrsia
L'any 2013 els mitjans de comunicació acusaren East African Promoters i Bralirwa, els dos principals organitzadors de Guma Guma Super Star, de manipular massivament la temporada PGGSS de 2013 a favor del guanyador actual Riderman.

## Guanyadors
| Sessió | Any  | Guanyador       |
| ------ | ---- | --------------- |
| Una    | 2011 | Tom Close       |
| Dos    | 2012 | King James      |
| Tres   | 2013 | Riderman        |
| Quatre | 2014 | Jay Polly       |
| Cinc   | 2015 | Butera Knowless |
| Sis    | 2016 | Urban Boyz      |
| Set    | 2017 | Dream Boys      |

## Convidats especials internacionals
- En 2011, Primus Guma Guma Super Star va convidar Sean Kingston.[11]
- En 2012, Primus Guma Guma Super Star va convidar Jason Derulo.[12]